# Безмиље
Безмиље је насељено мјесто у граду Горажду, Босна и Херцеговина.

## Становништво
|         | 2013.       | 1991.        | 1981.        | 1971.        |
| Укупно  | 13 (100,0%) | 31 (100,0%)  | 38 (100,0%)  | 79 (100,0%)  |
| Бошњаци | 13 (100,0%) | 31 (100,0%)1 | 38 (100,0%)1 | 74 (93,67%)1 |
| Срби    | –           | –            | –            | 4 (5,063%)   |
| Остали  | –           | –            | –            | 1 (1,266%)   |

1. 1 На пописима од 1971. до 1991. Бошњаци су пописивани углавном као Муслимани.